# Herbert Friedemann
Herbert Friedemann ist ein deutscher Poolbillardspieler.

## Karriere
1987 gewann Herbert Friedemann bei der Jugend-Europameisterschaft die Bronzemedaille im 9-Ball der Junioren. Bei der deutschen Meisterschaft 1989 erreichte er den dritten Platz im 8-Ball, 1991 wurde er Vierter.
1992 gewann er im Finale gegen Mika Immonen die Monte Carlo Open.
1993 erreichte Friedemann im 8-Ball das Finale der deutschen Meisterschaft, das er jedoch gegen Thomas Engert verlor.
Bei der 9-Ball-Weltmeisterschaft erreichte er 1993 den dritten Platz.
Zudem gewann Friedemann 1993 zwei weitere Euro-Tour-Medaillen; bei den Austrian Open unterlag er im Finale Oliver Ortmann, bei den Hungarian Open wurde er Dritter.
1994 gewann er bei den French Open und den Swedish Open die Bronzemedaille.
Bei den Czechia Open 1996 erreichte Friedemann den dritten Platz.